# 고빙빙
고빙빙은 아이스크림 홈런의 콘텐츠에 등장하는 가공의 인물 중 한 명이다.

## 생김새
기본적으로 눈썹을 가릴정도로 길게 앞머리를 길렀고 뱅글뱅글 돌아가는 안경을 썼다. 그러나 콘텐츠마다 입고 있는 의상은 각기 다르며, 파생 작품에서도 역시 의상이 다르다.
1~4학년 콘텐츠에는 초록색과 노란색이 번갈아가는 줄무늬옷을 입고 긴 청바지를 입었으나 5~6학년 콘텐츠에는 파란색 후드티에 노란색에 긴 바지를 입고있다. 
뚜루스토리에서는 주황색에다가 노란 번개모양이 그려진 티셔츠를 입고 청록색 반바지를 입고있는게 대부분이지만 다른옷을 입고 나올때도 꽤 있다.
스쿨라이프에서는 초록색과 노란색이 번갈아가는 줄무늬옷을 입고 긴 청바지를 입고있는게 대부분이지만 다른옷을 입고 나올때도 있다.

## 다른 캐릭터와의 관계

### 노홍,태권
노홍과는 웬수,태권가는 친구 관계이다.

### 고라우
빙빙의 친여동생.